# 黄文
黄文（1975年10月—），男，四川彭州人，中国数学家，中国科学技术大学数学科学学院教授、博士生导师，陈省身数学奖获得者。